# Queen of the Desert
Queen of the Desert è un film del 2015 scritto e diretto da Werner Herzog e interpretato da Nicole Kidman, James Franco, Damian Lewis e Robert Pattinson. Racconta parte della vita di Gertrude Bell, archeologa e politica britannica attiva in Medio Oriente all'inizio del Novecento.

## Trama
Il film racconta la storia di Gertrude Bell, personaggio realmente esistito, una donna inglese dalla vita ricca e avventurosa che, all’alba del XX secolo, fu viaggiatrice, scrittrice, archeologa, esploratrice, cartografa, agente segreto e diplomatica per conto dell’Impero britannico. La Bell, inoltre, fu una specie di Lawrence d’Arabia al femminile, svolgendo attività a sostegno della rivolta araba nel corso della prima guerra mondiale ed ebbe un ruolo di primo piano nella creazione di stati arabi come l’Iraq e la Giordania.

## Distribuzione
Il film non è stato distribuito nelle sale cinematografiche italiane, ma è stato pubblicato direttamente in home video nel mese di luglio 2016 da Eagle Pictures e Blue Swan Entertainment.